# Міністерство лісової промисловості Української РСР
Міністерство лісової промисловості Української РСР — союзно-республіканське міністерство, входило до системи органів лісової промисловості СРСР і підлягало в своїй діяльності Раді Міністрів УРСР і Міністерству лісової промисловості СРСР.

## Історія
Створене з Народного комісаріату лісової промисловості УРСР у березні 1946 року у зв'язку з переформуванням наркоматів. У 1953—1954 роках мало назву Міністерство лісової і паперової промисловості Української РСР. 31 травня 1957 року ліквідоване. Знову утворене 23 жовтня 1965 року під назвою Міністерство лісової, целюлозно-паперової і деревообробної промисловості Української РСР. З 1968 по листопад 1988 року мало назву Міністерство лісової і деревообробної промисловості Української РСР. З листопада 1988 року — Міністерство лісової промисловості Української РСР.

## Народні комісари лісової промисловості УРСР
- Кузьменко Василь Денисович (1936—1937)
- Косіор Казимир Вікентійович (в.о., 1937—1938)
- Ушкалов Петро Якович (1938—1940)
- Самуйленко Пилип Олексійович (1940—1946)

## Міністри лісової (і паперової) промисловості УРСР
- Самуйленко Пилип Олексійович (1946—1950)
- Кульбейкін Михайло Павлович (1950—1954)
- Вотчицев Микола Васильович (1954—1957)

## Міністри лісової, (целюлозно-паперової) і деревообробної промисловості УРСР
- Грунянський Іван Іванович (1965—1988)

## Міністри лісової промисловості УРСР
- Костенко Василь Федорович (1988—1990)